# Balep Ba Ndoumbouk
Balep Ba Ndoumbouk, ibland Balep Bah N'Dumbouk, på armeniska Բալեպ Բա Նդումբուկ, född 24 oktober 1987, är en kamerunsk-armenisk före detta fotbollsspelare.
Han medverkade i tre landskamper för Armeniens landslag 2004, samtliga i en turnering i Cypern. Han var vid debuten 16 år, tre månader och 25 dagar gammal, vilket innebär att han är den yngste person som spelat för Armeniens A-landslag. Hans ålder har dock ifrågasatts. Ndoumbouk är förste färgade person att representera Armeniens landslag.